# BS Водолея
BS Водолея (лат. BS Aquarii), HD 223338 — одиночная переменная звезда в созвездии Водолея на расстоянии приблизительно 1652 световых лет (около 506 парсеков) от Солнца. Видимая звёздная величина звезды — от +9,62m до +9,12m.

## Характеристики
BS Водолея — белая пульсирующая переменная звезда типа Дельты Щита (DSCT) спектрального класса A8-F3 или A8III. Эффективная температура — около 7248 К.